# ابو سیاف (رهبر داعش)
ابو سَیّاف، نام مستعار یکی از رهبران ارشد داعش بود که به عنوان نظارت بر عملیات گاز و نفت توصیف شد. مقامات آمریکا، نام اصلی ابو سیاف را فتحی بن عون بن جیلدی مراد تونسی معرفی کردند. ابو سیاف در شب ۱۵ و ۱۶ مه ۲۰۱۵، هنگام مقاومت در برابر دستگیری در جریان عملیات نیروی دلتا ارتش ایالات متحده آمریکا در شرق سوریه کشته شد.